# Hadula korghossi
Hadula korghossi là một loài bướm đêm trong họ Noctuidae.